# リンゴ賞
リンゴ賞（Ringo Awards）は、コミック・ブックにおける功績に対して贈られる賞。正式名称はマイク・ウィアリンゴ漫画産業賞（Mike Wieringo Comic Book Industry Awards）である。マイク・ウィアリンゴに因んで名付けられたリンゴ賞は、2017年にメリーランド州ライスターズタウンに拠点を置く団体によって設立された。この賞は、2016年にボルチモア・コミコンから撤退したハーベイ賞の後継となることを目指している。
リンゴ賞の受賞者は、プロの業界人とファンによる公開投票を経て選出される。